# 景耀月

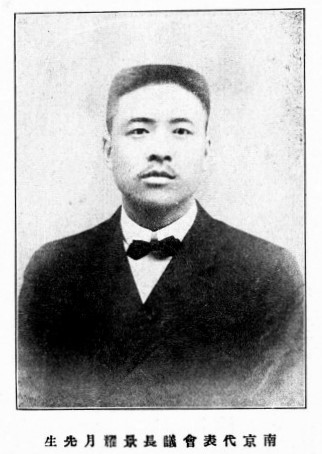
《民国之精华》中的景耀月照片

景耀月（1881年—1944年4月28日），男，字太招，别署大招、帝召、瑞星、秋绿、秋陆，中国山西芮城人。中国革命家、政治家、学者，曾为同盟会会员，是中华民国的缔造者之一。

## 生平
景耀月是山西省芮城县陌南镇小寺前村人。他出身贫苦，自幼随父种地、编竹器。后入芮城县县学，师从芮城县的名儒孙渭鱼。后景耀月入读太原令德堂。清光绪廿八年（1902年），景耀月选升山西大学堂。清光绪廿九年（1903年）秦晋合闱，景耀月中副榜举人。清光绪卅年（1904年）秋，山西巡抚张曾敫选派50名学生赴日本留学，景耀月中选，成为山西第二批官费留日学生，进入早稻田大学学习法律，后得法学士学位。在日本留学期间，景耀月结识了孙中山、胡汉民等人，并加入了中国同盟会。清光绪卅三年（1907年8月），景耀月与景定成、谷思慎等人在东京创办了《晋乘》杂志。清光绪卅四年（1908年2月），景耀月与赵世钰在东京创办了《夏声》杂志以宣传革命，景耀月还与于右任等人发起成立了晋豫陇学会。
清宣统元年（1909年），景耀月毕业返国，在上海与于右任创办《民呼日报》，后因于右任被官员诬陷下狱，《民呼日报》遭到查禁，景耀月遂奉同盟会总部之命，返回上海营救于右任。于右任被逐出租界，无法出面重组报社，景耀月便同范鸿仙等人另组《民吁日报》，景耀月自任总编辑，并在该报发表了许多文章。该报减少了对清吏的揭露，报载文章主要宣传抵制日货，揭露日本侵华阴谋，并认为日本帝国主义是中国的主要危险。此时景耀月已名声大噪，和景梅九并称“山西二景”。景耀月所办各报为中华民国成立前销行极广者。《民吁日报》刊行不久，报社即为清廷查封，景耀月被通缉，遂逃往日本，后又转赴南洋。
1911年武昌起义成功后，景耀月回国，先以山西省代表的资格参加各省都督府代表联合会，并曾被举为该会代理议长，后担任南京临时参议院议员。景耀月参与筹组了南京临时政府，草拟了临时大总统就职宣言，并参与制定了《中华民国临时约法》。1912年1月1日，在孙文就职临时大总统典礼时，景耀月以议长身份代表全中国人民向孙文授大总统玺绶并致授玺辞。1月3日，景耀月被孙文任命为南京临时政府教育次长（代总长，当时总长为蔡元培）兼南京法政大学校长，主持拟订了中华民国第一部民主教育法规。
1912年4月11日统一共和党成立，景耀月任参议。1912年8月25日，中国同盟会等五团体正式改组为国民党，并在北京湖广会馆召开了成立大会。景耀月出席了此次成立大会。会上，阎锡山、张继、李烈钧、胡瑛、王传炯、温宗尧、陈锦涛、陈陶遗、莫永贞、褚辅成、松毓、杨增新、于右任、马君武、田桐、谭延闿、张培爵、徐谦、王善荃、姚锡光、赵炳麟、柏文蔚、沈秉堃、景耀月、虞汝钧、张琴、曾昭文、蒋翊武、陈明远被推举为参议。
南北议和之后，景耀月脱离了国民党，后组织政友会，曾历任大总统府高等政治顾问、众议院议员、经济调查局参议等职。1914年他还曾任约法会议议员。1917年，景耀月在山西、河南组织靖国讨逆军并被推任为总司令，反对辫子军张勋复辟。1922年第二次恢复国会时，景耀月仍任众议院议员。景耀月曾在1923年致函曹锟痛斥曹锟贿选，后又曾于1927年致书张作霖劝阻其逮捕李大钊等中国共产党、中国国民党人士。
1928年北伐成功之后，景耀月离开政界，专研学术，曾任北平天主教《益世报》编辑。后景耀月曾执教于上海中国公学、北平大学法学院、东北大学等院校，时与黄季刚合称“北景南黄”。西安事变发生后，他曾致函张学良、杨虎城和毛泽东、朱德，称“必将使蒋停内战，息党争，顾大局，团结御侮，救亡图存，避免内战，勿予敌以可乘之机。”毛泽东曾派人持手书给景耀月，邀其赴陕北共商国是，景耀月因患肾炎住院而未能成行，遂赋诗“客心属陕使，惆怅意千重”以表达憾意。
1937年秋抗日战争爆发后，景耀月拒绝了山西日本当局令其出掌华北政权的要求，并参与创立夏学会，秘密进行抗日活动。后由于景耀月身体不适，华北政务委员会教育督办苏体仁等以私人名义强行将景耀月接到同仁医院，数日内景耀月即去世。1944年4月28日，景耀月在北京逝世，终年62岁。其遗体安放于北京山西义地（位于今北京市朝阳区东坝河附近）。
景耀月逝世后，国共两党均表示了哀悼之意。重庆国民政府为其召开了隆重的追悼会，于右任主祭并宣读褒扬抚恤令，表彰景耀月在创建中华民国中的不朽功勋和抗战期间的大忠大义。延安的《新华日报》发布了“景耀月先生逝世”的消息。

## 景耀月故居
景耀月故居位于今山西省运城市芮城县陌南镇寺前村，为运城市文物保护单位。